# T2 Trainspotting
T2 Trainspotting (Brasil: T2 Trainspotting / Portugal: T2: Trainspotting) é um filme britânico de humor negro e drama  dirigido por Danny Boyle e escrito por John Hodge e baseado nos livros Trainspotting e Porno ambos de Irvine Welsh. É protagonizado por Ewan McGregor, Ewen Bremner, Jonny Lee Miller e Robert Carlyle.
O filme teve seu lançado no dia 27 de janeiro no Reino Unido, no dia 17 de março nos Estados Unidos e no dia 23 de março no Brasil.

## Sinopse
Renton (Ewan McGregor) retorna à cidade natal depois de vinte anos de ausência. Hoje, ele é um homem novo, com um emprego fixo e livre das drogas. Os amigos não tiveram a mesma sorte: Sick Boy (Jonny Lee Miller) comanda um comércio fracassado, Spud (Ewen Bremner) continua dependente de heroína e Begbie (Robert Carlyle) está na prisão. Aos poucos, Renton revela que sua realidade não é tão positiva quanto ele mostrava, e volta a praticar os crimes de antigamente.

## Elenco
- Ewan McGregor como Mark "Rent Boy" Renton
  - Hamish Haggerty como Renton jovem
  - Ben Skelton como Renton com nove anos de idade
  - Connor McIndoe como Renton com vinte anos de idade
- Ewen Bremner como Daniel "Spud" Murphy
  - Aiden Haggarty como Spud com nove anos de idade
  - John Bell como Spud com vinte anos de idade
- Jonny Lee Miller como Simon "Sick Boy" Williamson
  - Logan Gillies como Simon com nove anos de idade
  - James McElvar como Simon com vinte anos de idade
- Robert Carlyle como Francis "Franco" Begbie
  - Daniel Jackson como Begbie jovem
  - Daniel Smith como Begbie com nove anos de idade
  - Christopher Mullen como Begbie com vinte anos de idade
- Kevin McKidd como Tommy MacKenzie
  - Elijah Wolf como Tommy com nove anos de idade
  - Michael Shaw como Tommy com vinte anos de idade
- Kyle Fitzpatrick como Fergus
  - Charlie Hardie como Fergus com nove anos de idade
- Elek Kish como Dozo
- Bradley Welsh como Sr. Doyle
- Kelly Macdonald como Diane Coulston
- Anjela Nedyalkova como Veronika Kovach
- Pauline Lynch como Lizzy
- James Cosmo como Sr. Renton
- Eileen Nicholas como Sra. Renton
- Shirley Henderson como Gail Houston
- Irvine Welsh como Mikey Forrester
- Steven Robertson como Stoddart
- Scot Greenan como Frank Jr.

## Recepção

### Crítica
O filme recebeu comentários geralmente favoráveis dos críticos de cinema. No Rotten Tomatoes tem uma classificação de aprovação de 76%, com base em 116 avaliações. O consenso é, "T2 Trainspotting acrescenta um pós-escrito inebriante e emocionalmente ressonante ao seu antecessor clássico, mesmo sem recapturar totalmente a emoção subversiva do original". No Metacritic, tem uma média ponderada 64 de 100, baseada em 28 críticos, indicando "comentários geralmente favoráveis".